# Psyttalia sakhalinica
Psyttalia sakhalinica är en stekelart som först beskrevs av Vladimir Ivanovich Tobias 1998.  Psyttalia sakhalinica ingår i släktet Psyttalia och familjen bracksteklar. Inga underarter finns listade i Catalogue of Life.